# Dasiops hellas
Dasiops hellas är en tvåvingeart som beskrevs av Macgowan 2008. Dasiops hellas ingår i släktet Dasiops och familjen stjärtflugor.
Artens utbredningsområde är Grekland. Inga underarter finns listade i Catalogue of Life.